# Marcus Fabius Licinus
Pour les articles homonymes, voir Licinus.
Marcus Fabius Licinus, de la gens Fabia, est le fils de Caius Fabius Dorso Licinus (consul en 273 av. J.-C.).
En 246 av. J.-C., il est consul avec Manius Otacilius Crassus, pendant la première guerre punique.